# Herbert Prüget
Herbert Prüget (* 28. Januar 1914 in Berlin; † 22. August 1979 ebenda) war ein deutscher Gebrauchsgrafiker. Er gilt als „Nestor des Markenschaffens in der DDR“.

## Leben und Werk
Prüget war der Sohn des Neuköllner Steindruckers Max Prüget. Er besuchte von 1928 bis 1929 die Kunstgewerbe- und Handwerkerschule in Berlin-Charlottenburg. Von 1929 bis 1933 absolvierte er beim traditionsreichen Druckunternehmen Elsnerdruck in Berlin eine Lehre als Positiv-Retuscheur. Daneben besuchte er Abendkurse und bildete er sich autodidaktisch als Gebrauchsgraphiker weiter. Dann arbeitete er bis 1935 als Positiv-Retuscheur und bis 1939 als Atelierleiter bei Elsnerdruck mit Sitz im Elsnerhaus. Ab 1939 arbeitete er in Berlin freischaffend als Gebrauchsgrafiker.
Prüget nahm als Soldat der Wehrmacht am Zweiten Weltkrieg teil. Nach der Kriegsgefangenschaft arbeitete er wieder freischaffend in Ostberlin. Von 1954 bis 1967 war er für die künstlerische Gestaltung der neu gegründeten populären Zeitschrift Das Magazin verantwortlich und anschließend Künstlerischer Berater des Lektorats der DEWAG Werbung.
Prüget war als Gebrauchsgrafiker außerordentliche vielseitig. Er übernahm div. gebrauchsgrafische Aufträge für Industrie, Handel und Film- und Fernsehproduktionen. Insbesondere für den Altberliner Verlag Lucie Groszer, dessen Signet er auch entwarf, machte er typografische Gestaltungen und Buchillustrationen. Er entwarf Medaillen, so 1967 die zum 900-jährigen Bestehen der Wartburg und zum 450. Jahrestag der Reformation, und einige Plakate für kulturelle und politische Ereignisse.
Besonderer Bedeutung erlange Prüget jedoch durch eine bedeutende Zahl von Schutzmarken und Logos. Einige der von ihm entworfenen Logos erlangten in der DDR große Verbreitung und wurden über die Grenzen der DDR hinaus bekannt, z. B. das von Sachsenring, Konsum-Genossenschaft, Reisebüro der DDR, Centrum-Warenhaus, Henschelverlag und Staatsverlag. Dabei ging es ihm bei seiner Arbeit immer um die Sicherung von „künstlerischer Qualität und echter Funktionsbezogenheit“.
Prüget publizierte sein Fachwissen in Aufsätzen und Vorträgen. Er war Mitglied des Beirats der Fachzeitschrift Neue Werbung, Mitglied des Verbands Bildender Künstler der DDR und Vorsitzender der Kommission Marke und Signet des Verbands.
An der Fachschule für Werbung und Gestaltung war er in der Lehre tätig. Zu seinen Schülern gehörte Rainer Menschik (* 1943).
Prüget lebte in Berlin-Johannisthal.

## Ehrungen
- 1966: Kunstpreis der DDR
- 1967: Bestes Plakat des Jahres (als ein Preisträger von elf)
- 1975: Nationalpreis der DDR III. Klasse

## Weitere Werke

### Buchillustrationen (unvollständig)
- Heinrich Eichen: Der Weg Deines Briefes. Altberliner Verlag Lucie Groszer, 1951
- Heinz Zache: Aus meinem kleinen Zoo. Altberliner Verlag Lucie Groszer, 1951
- Erge (d. i. Emil Rudolf Greulich): Berlin nich kleen zu kriejen. Geschichten an, auf, hinter, in und über Deutschlands Hauptstadt. Verlag Das Neue Berlin, 1952
- Magistrat von Groß-Berlin (Hrsg.): Berlin baut auf. Verlag Das Neue Berlin, 1952 (Gesamtgestaltung)
- Herbert Hardt: Kleine Welt der Briefmarke. Altberliner Verlag Lucie Groszer, 1954

### Fachpublikationen (unvollständig)
- Funktionsgerechte Zeichengestaltung. In: Neue Werbung, Berlin, 10/1963, S. 30–31
- Kurt Siegfried Kraft: Die Schutzmarke. Verlag die Wirtschaft, Berlin, 1970 (Mitautor)

## Ausstellungen (mutmaßlich unvollständig)
- 1958 bis 1978: Dresden, Vierte Deutsche Kunstausstellung bis VIII. Kunstausstellung der DDR
- 1960 und 1976: Berlin, Bezirkskunstausstellungen (Gebrauchsgrafik)
- 1970: Berlin, Berliner Stadtbibliothek („Marken, Zeichen, Signete der Deutschen Demokratischen Republik“)
- 1979: Berlin, Ausstellungszentrum am Fernsehturm („Buchillustrationen in der DDR. 1949–1979“)
- 1985: Berlin, Berliner Stadtbibliothek („Marken und Zeichen aus der DDR“)